# Chez Laurette
Chez Laurette est un single musical du chanteur français Michel Delpech sorti le 1er mai 1965. Le titre est écrit par Michel Delpech et composé par Roland Vincent.

## Genèse
Alors qu'il vient de sortir son premier disque, Anatole, Michel Delpech rencontre le compositeur Roland Vincent. Se rendant à une réunion de travail chez ce dernier, à Saint-Cloud, il repense à ses années de lycéen et au café où lui et ses camarades se retrouvaient après les cours. C'était un bar de Courbevoie, dont la patronne, Christiane Vauquelin, s'était souvent occupé de Michel quand il était petit. Il habitait alors avec ses parents au-dessus du café qui s’appelait alors le Bar du square.
Dans le train, entre la gare Saint-Lazare et la gare de Saint-Cloud, Michel Delpech écrit alors les paroles de Chez Laurette, pour lesquelles Roland Vincent, séduit et inspiré, a vite fait de trouver une mélodie. Sortie le 1er mai 1965, en pleine période yéyé, cette « chanson nostalgique d'adolescence » n'est pas un succès à la vente mais, en raison de ses nombreux passages à la radio, fait sortir le chanteur de l'ombre.
Le titre a été adapté en finnois l'année suivante sous le titre Sillan luona ("par le pont") par Jyrki Lindström et interprété par la chanteuse Iris Rautio.

## Classements
| Classement (1965)                       | Meilleure place |
| --------------------------------------- | --------------- |
| Belgique (Wallonie Ultratop 50 Singles) | 24              |
| France (IFOP)                           | 15              |

| Classement (2016) | Meilleure place |
| ----------------- | --------------- |
| France (SNEP)     | 30              |

## Reprises[11]
- 1984 : Hervé Vilard
- 1996 : Dave
- 2003 : Charles Loos Trio
- 2005 : Allan Vermeer
- 2006 : Michel Delpech et Bénabar, duo sur l'album Michel Delpech &...
- 2008 : Jean-Luc Lahaye
- 2014 : Nicole Croisille sur l'album Arc en ciel.
- 2015 : Bart Kaëll
- 2016 : Claudio Capéo, sur l'album qui porte son nom.
- 2016 : Slimane